# Markt Einersheim
Markt Einersheim est une commune de Bavière (Allemagne), située dans l'arrondissement de Kitzingen, dans le district de Basse-Franconie. Elle couvre une superficie de 7,74 kilomètres carrés.

## Géographie

### Localisation
La commune de Markt Einersheim se situe dans le Nord-Ouest du Land de Bavière. Plus précisément, elle se situe dans l'arrondissement de Kitzingen, lui-même situé dans le district de Basse-Franconie.

### Géologie et hydrologie
Le Steigerwald est un Mittelgebirge qui s'est formé au cours du Keuper.

### Climat
Markt Einersheim connaît un climat continental dégradé.

### Transports et voies de communication
La Bundesstraße 8 traverse le Nord du territoire communal.

## Histoire
À partir de 1806, du fait de la signature du traité de la confédération du Rhin, le village fait partie du royaume de Bavière. Depuis la fin de la Grande Guerre, il fait partie de l'État libre de Bavière. Depuis 1972, la commune fait partie du district de Basse-Franconie, et depuis 1978, de la communauté de communes d'Iphofen.
Le 23 mars 1972, le nom de la commune change ; ainsi, Einersheim devient Markt Einersheim.

## Culture et patrimoine

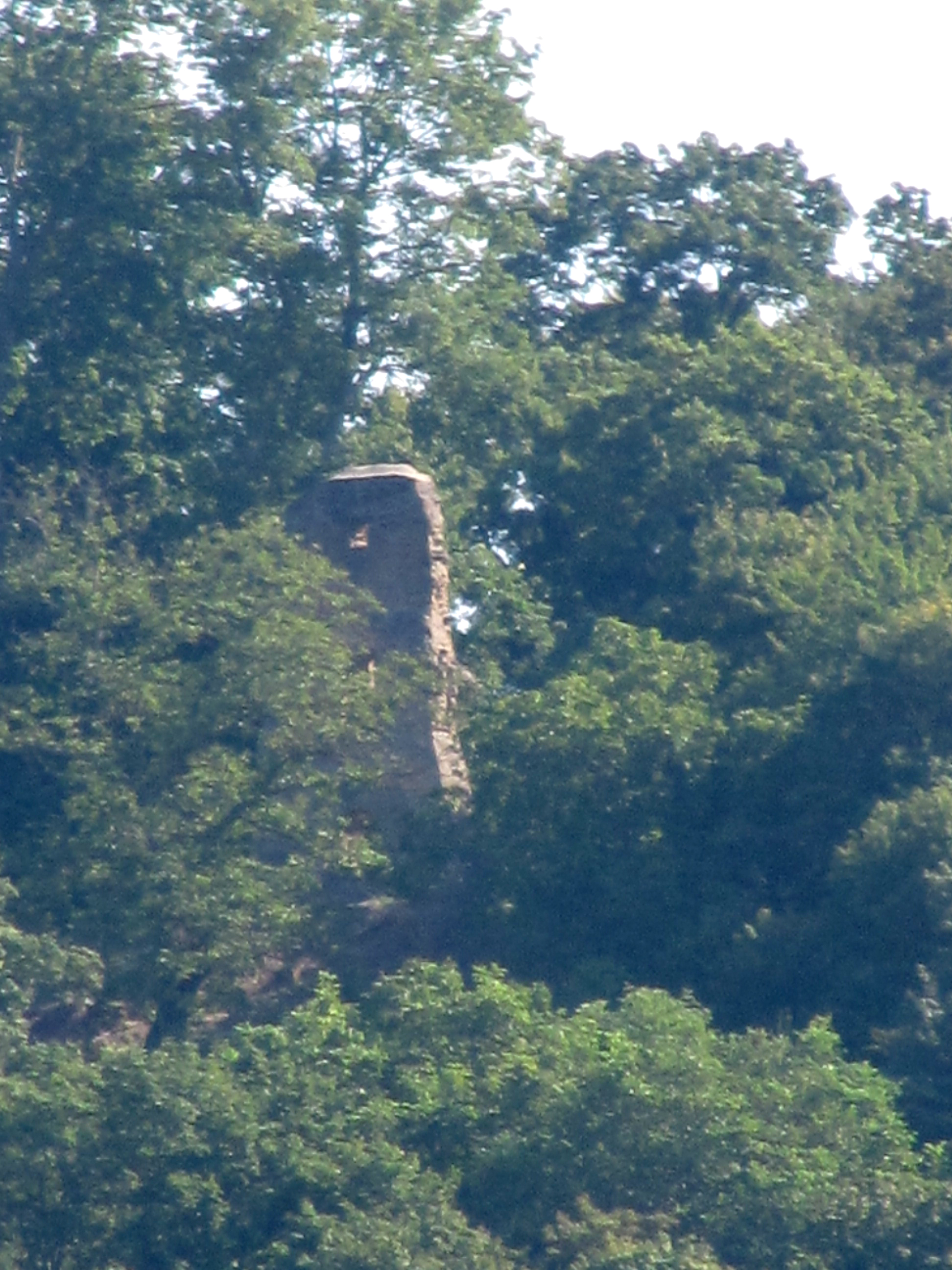
Ruine du château de Speckfeld
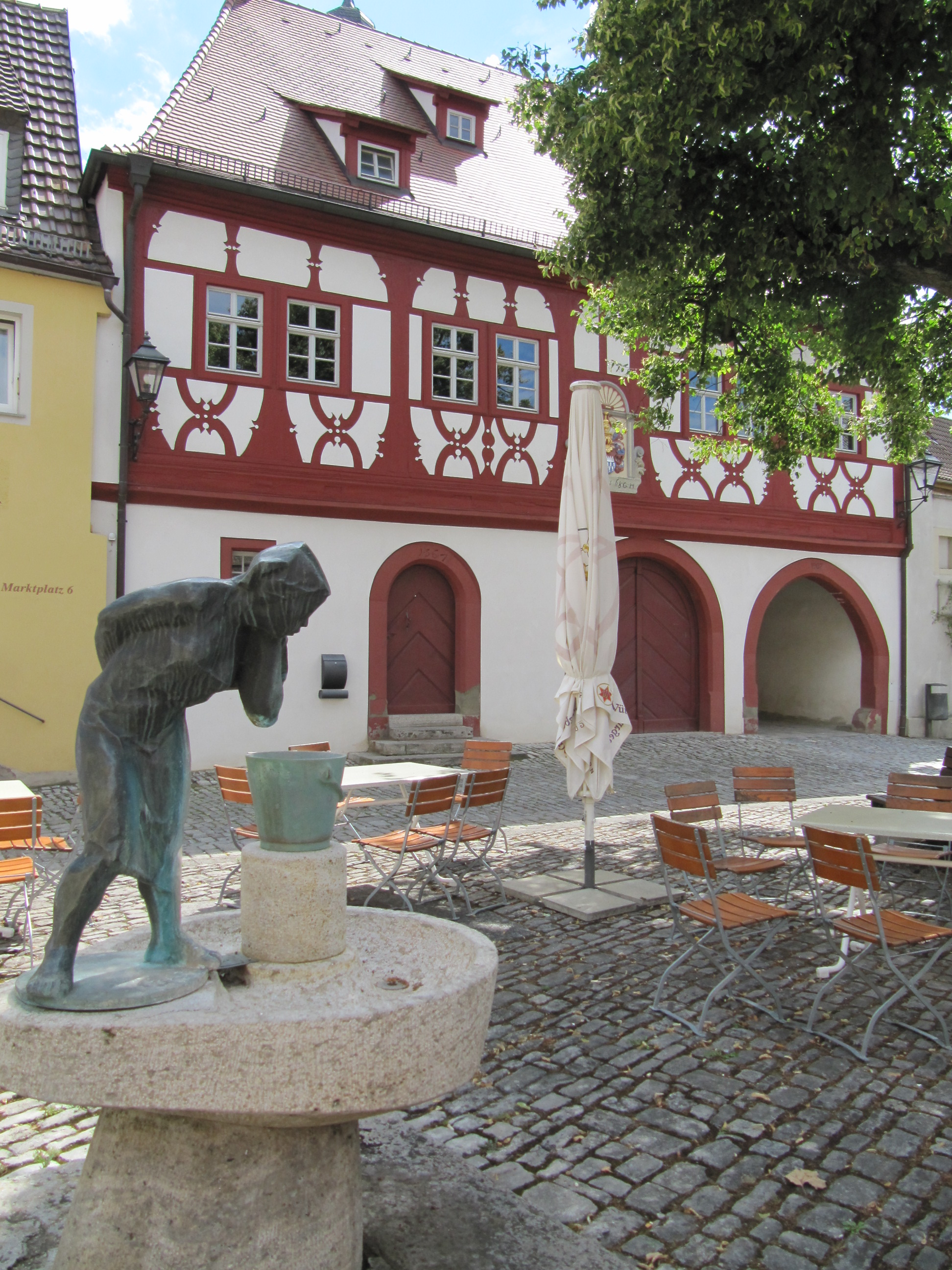
Fontaine de Richard Rother sur la place du Marché
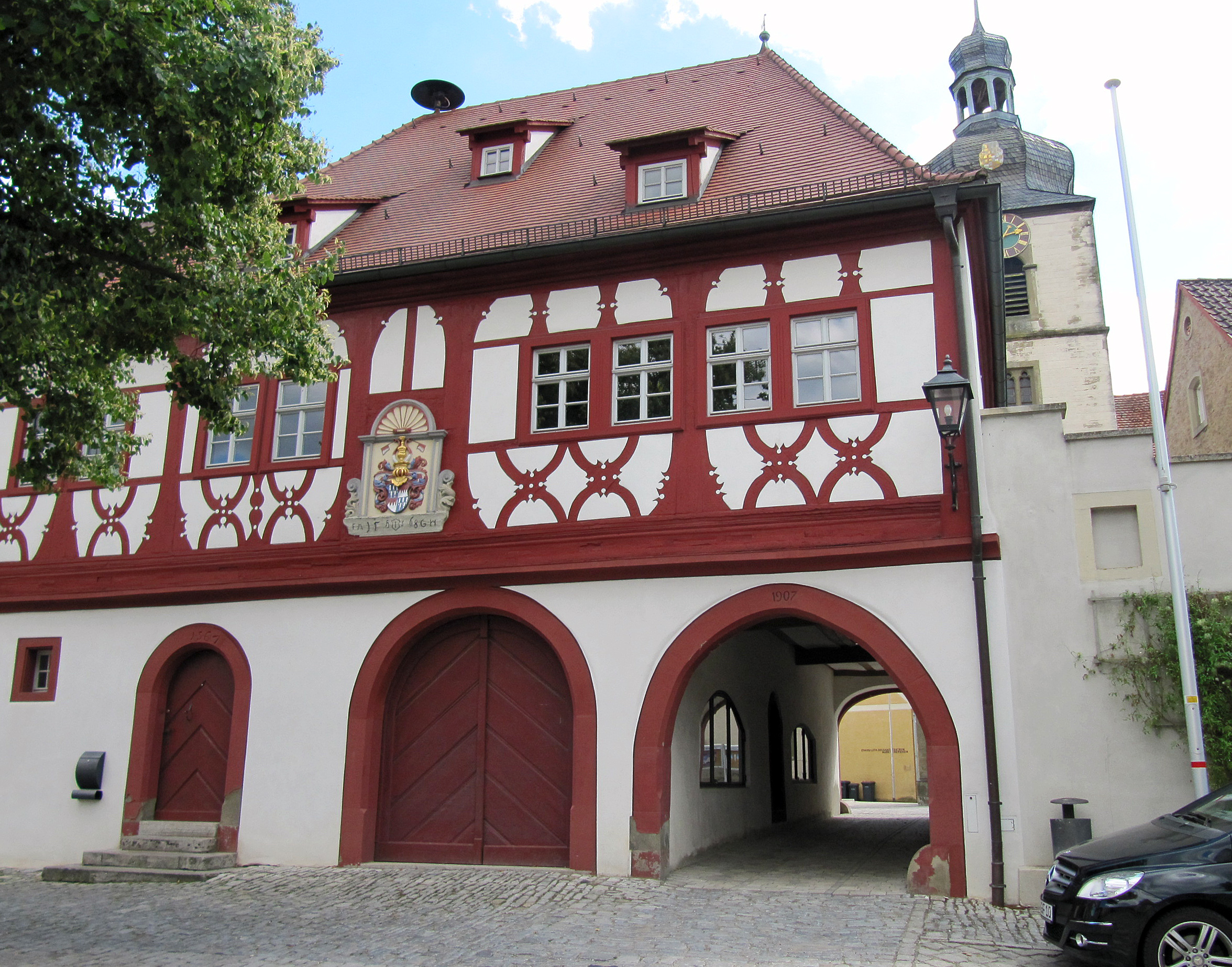
Hôtel de ville avec accès à l'ancienne église
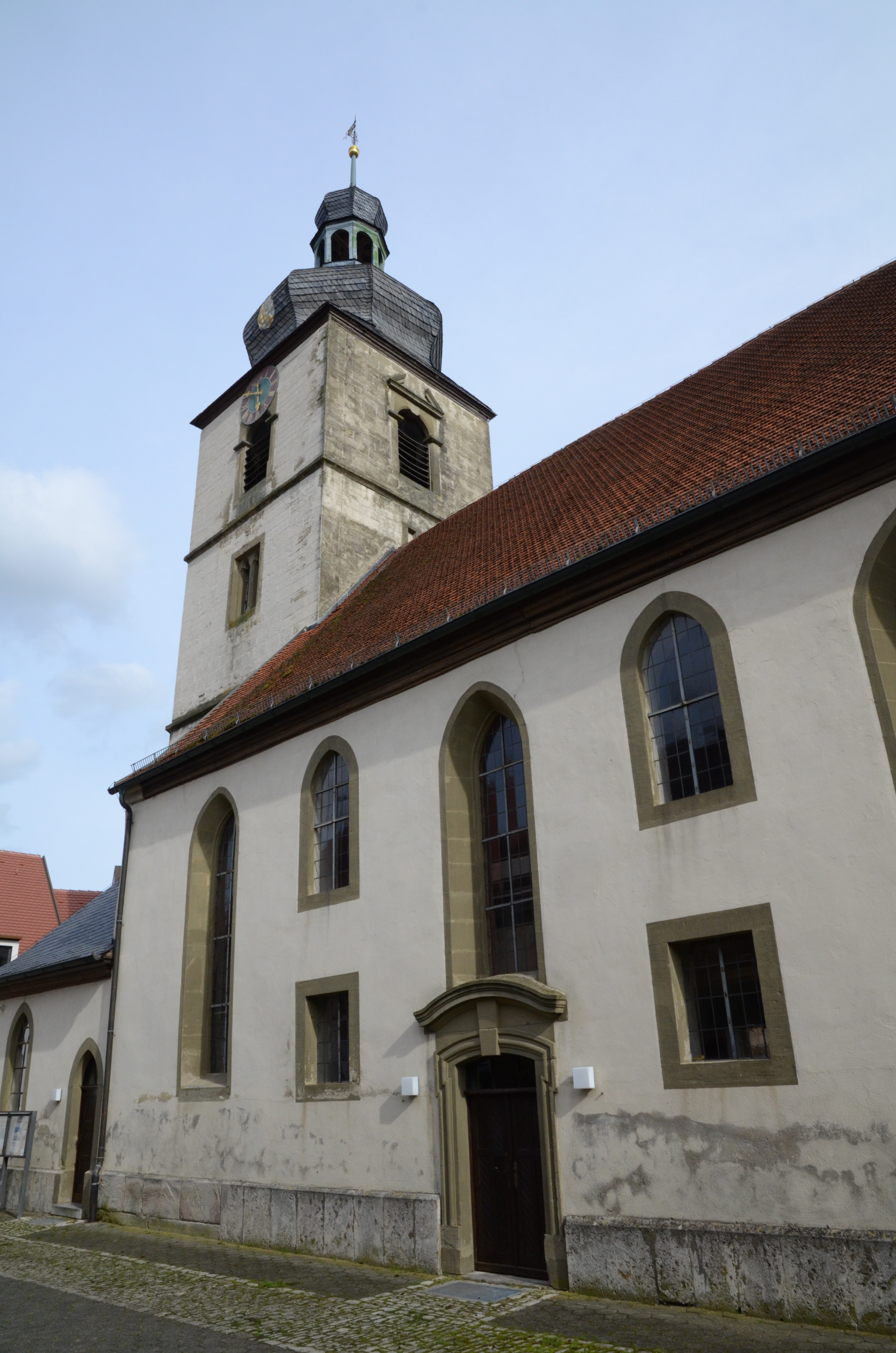
Église St. Matthäus (Saint-Mathieu)
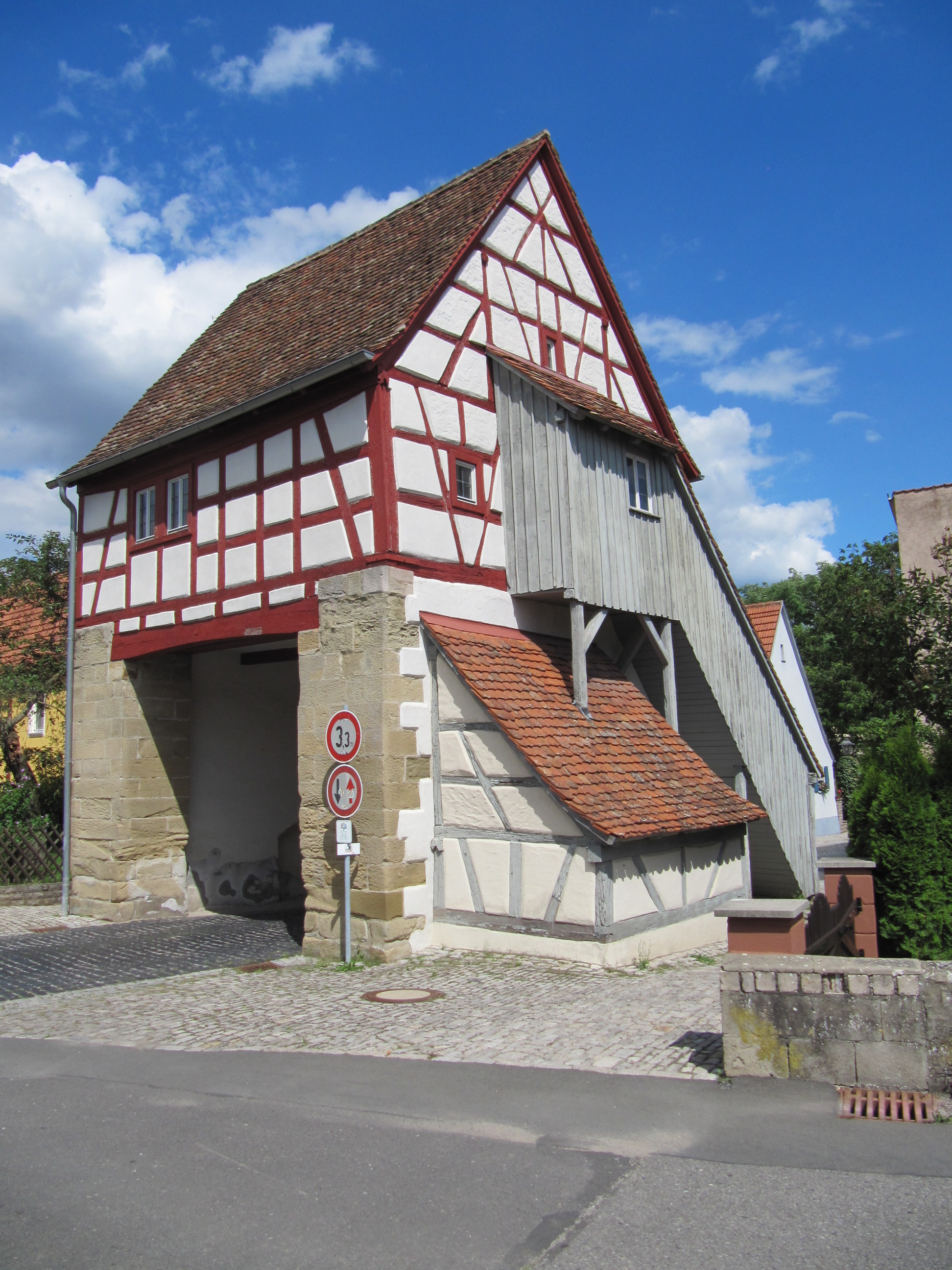
Porte de Wurtzbourg
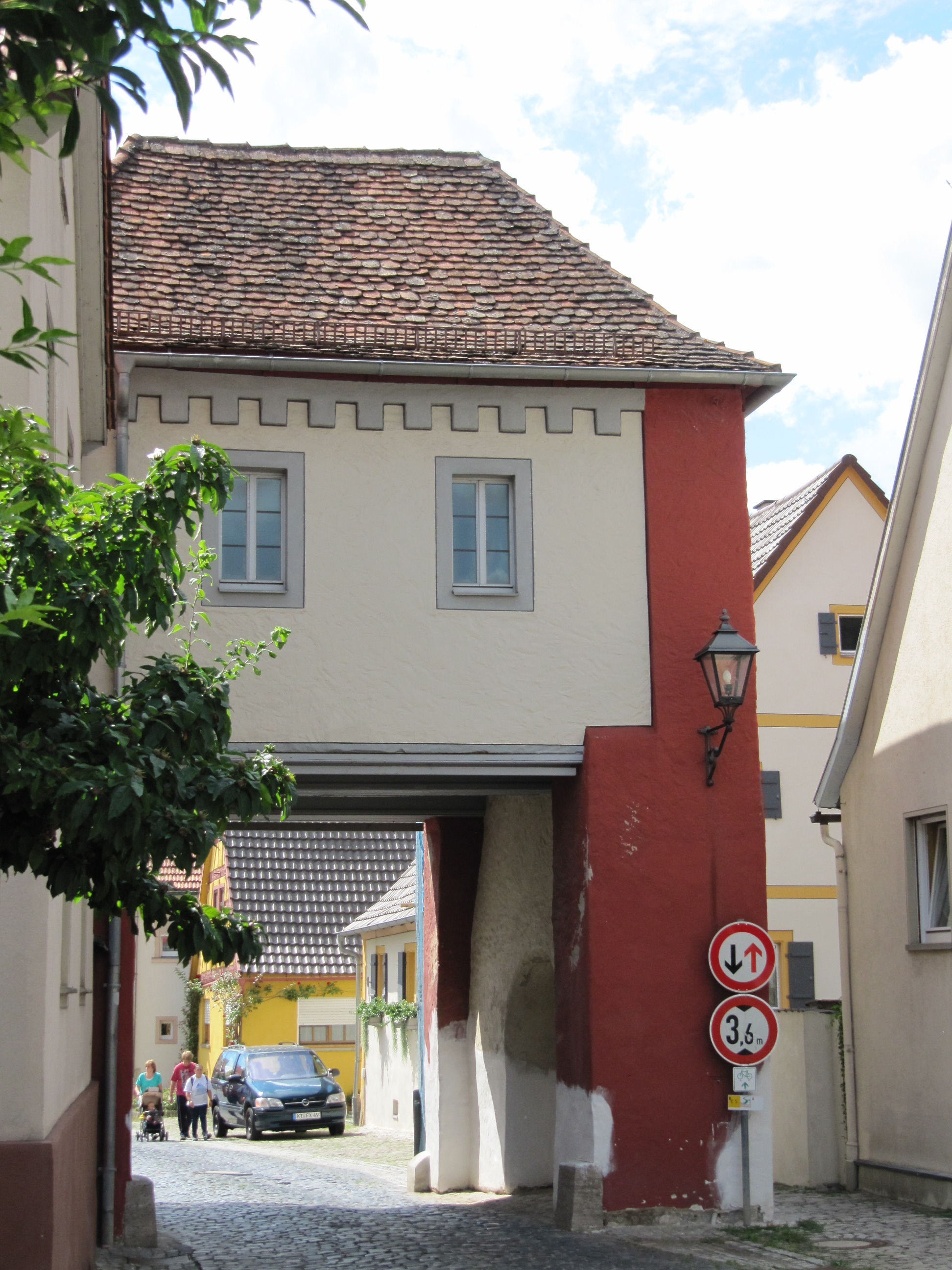
Porte de Nuremberg

L'hôtel de ville a été construit en 1567 et 1568.
Le château a été construit en 1685.

## Population et société

### Démographie
| Année     | 1840 | 1846 | 1861 | 1867 | 1871 | 1900 | 1925 | 1939 | 1950 | 1961 | 1970 | 1987 |
| --------- | ---- | ---- | ---- | ---- | ---- | ---- | ---- | ---- | ---- | ---- | ---- | ---- |
| Habitants | 798  | 770  | 729  | 774  | 774  | 739  | 692  | 700  | 1081 | 1019 | 1033 | 1114 |

| Année     | 2002 | 2003 | 2004 | 2005 | 2006 | 2007 | 2008 | 2009 | 2010 | 2011 |
| --------- | ---- | ---- | ---- | ---- | ---- | ---- | ---- | ---- | ---- | ---- |
| Habitants | 1210 | 1200 | 1211 | 1181 | 1171 | 1146 | 1175 | 1151 | 1165 | 1202 |

### Personnalités liées à la commune
Le dentiste Otto Hellmuth (1896–1968), Gauleiter du NSDAP et président du gouvernement de Basse-Franconie sous le Troisième Reich, est né à Markt Einersheim.